# Rhipsalis hoelleri
A Rhipsalis hoelleri egy hiányosan ismert epifita kaktusz.

## Jellemzői
Lecsüngő habitusú növény, hossza 150 cm is lehet, szára a szegmensek felső részén vagy végein ágazik el. Szárszegmensei simák, 3–4 mm átmérőjűek, csúcsukon összetett areolák fejlődnek. Vegetatív formában nagyon hasonlít a Rhipsalis puniceo-discus fajra. Virágai besüllyednek a hajtásba, 10 mm átmérőjűek, a szirmok, a bibe és a lobusok kárminszínűek, a porzók színtelenek. Termése lapított gömb alakú, 8 mm átmérőjű, nem áttetsző bogyó, éretten okkervörös színű, majd paradicsompiros lesz. A Calamorhipsalis subgenus tagja.

## Elterjedése
Brazília: Espirito Santo állam; kizárólag a gyűjtés helyéről ismert.